# Корчак (Житомирський район)
Корча́к — село в Україні, у Тетерівській сільській територіальній громаді Житомирського району Житомирської області. Населення становить 472 осіб.

## Історія
У 1906 році село Троянівської волості Житомирського повіту Волинської губернії. Відстань від повітового міста 18 верст, від волості 14. Дворів 32, мешканців 163.
Поруч з селом знаходяться декілька поселень доби неоліту та поселення V—VII ст. відкрите у 1921 р. С. С. Гамченком, яке дало назву Корчацькій археологічній культурі. На західній околиці поселення V—VII ст. археологи знайшли розташовану яму (60 х 70 см, глибина 20 см), на дні якої лежали сім глиняних хлібців, що дало змогу вважати городище сакральним.
В 1932—1933 роках село постраждало внаслідок Голодомор в Україні голодомору. Через голод загинули 7 жителів села. .
Колишня назва села — Корц.

## Населення

### Мова
Розподіл населення за рідною мовою за даними перепису 2001 року:
| Мова       | Кількість | Відсоток |
| ---------- | --------- | -------- |
| українська | 465       | 98.52%   |
| російська  | 6         | 1.27%    |
| польська   | 1         | 0.21%    |
| Усього     | 472       | 100%     |

## Географія
Село розташоване на лівому березі річки Тетерів. Від обласного центру (Житомира) до села Корчак 15 км. Через село проходить автошлях Н-03 (Житомир―Чернівці).